# غوشنة ملتبسة
غوشنة ملتبسة (الاسم العلمي: Morchella ambigua) هي نوع من الفطريات يتبع جنس الغوشنة من الفصيلة الغوشنية.